# ساموسير

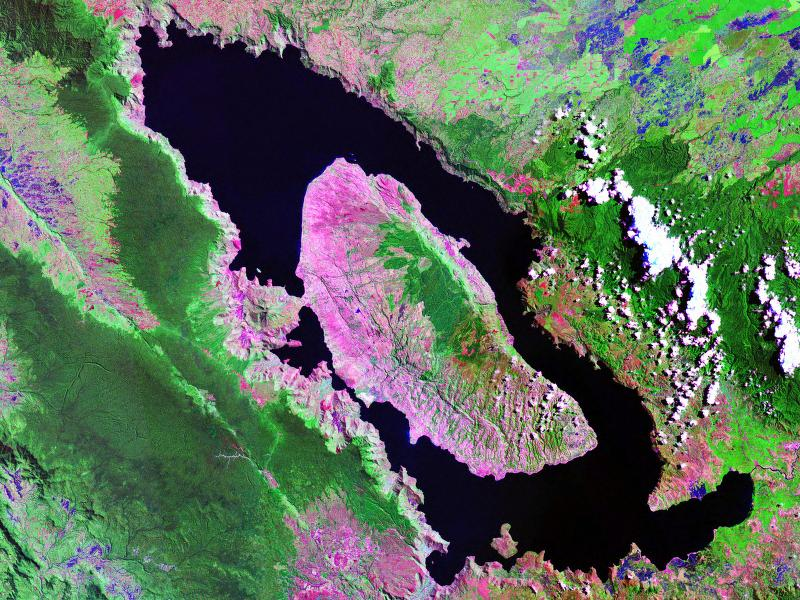
منظر لجزيرة ساموسير وسط بحيرة توبا

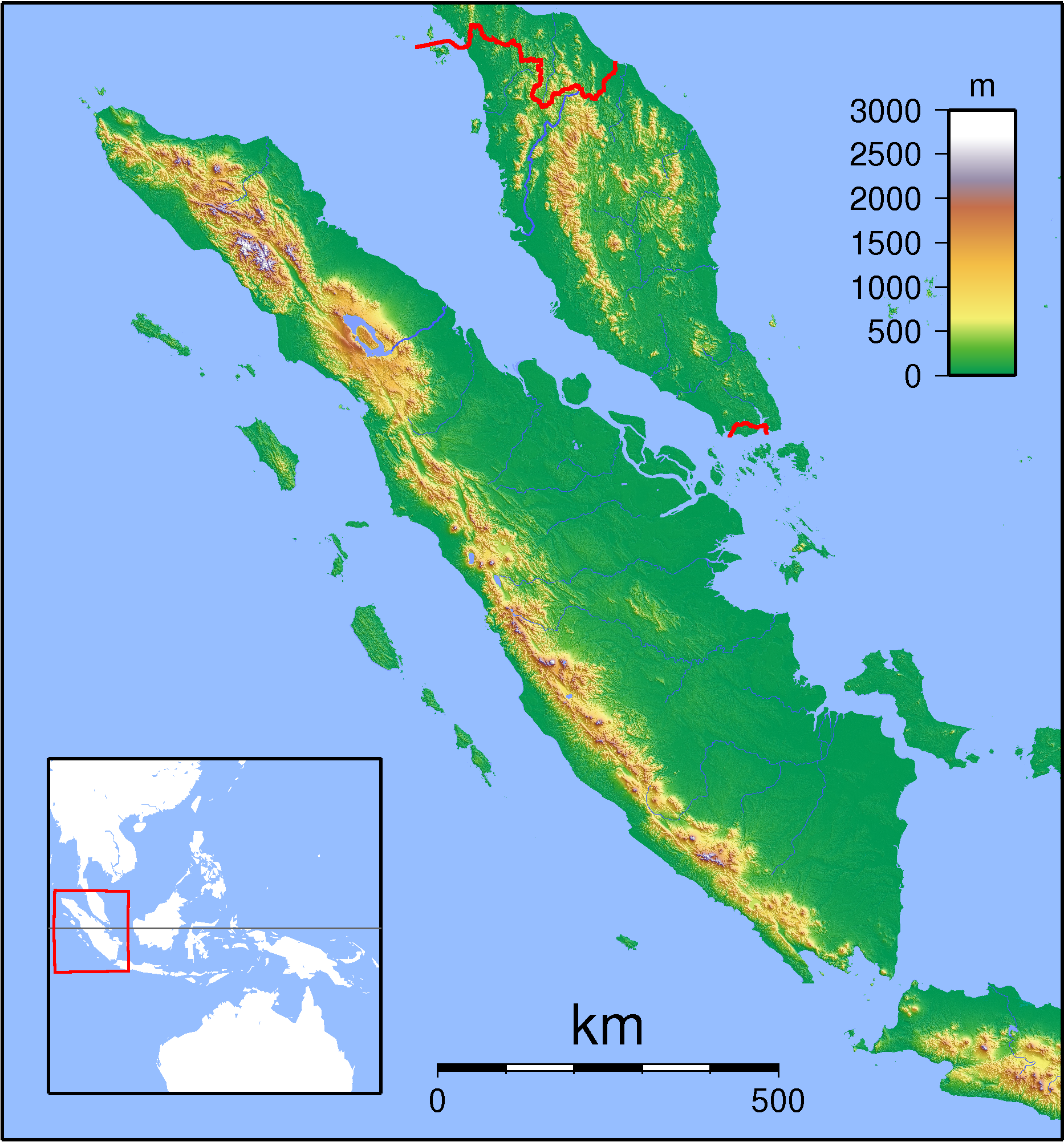
خريطة سومطرة ، ومن الممكن ملاحظة بحيرة توبا وجزيرة ساموسير شمال جزيرة سومطرة

جزيرة ساموسير هي جزيرة بركانية كبيرة في بحيرة توبا، وتقع في الجزء الشمالي من جزيرة سومطرة في إندونيسيا. تشكلت البحيرة والجزيرة بعد ثوران بركان عظيم قبل 75000 سنة. الجزيرة متصلة بالكالديرا المحيطة بها برزخ صغير ، والذي أزيل للمساعدة على الملاحية.
تبلغ مساحة الجزيرة 630 كيلومتر مربع ، وتعد أكبر جزيرة تقع داخل جزيرة ، وخامس أكبر جزيرة تقع داخل بحيرة في العالم. وتحتوي أيضا على بحيرتين صغيرتين هما بحيرة سيديهوني وبحيرة أيك ناتونانغ. عبر البحيرة على الجانب الشرقي من الجزيرة تقع شبه جزيرة أولوان. وتتصل الجزيرة بسومطرة عبر ممر ضيق يربط بلدة بانغوروران في ساموسير بتيلي في سومطرة. من تيلي يمكن الحصول على أفضل المشاهد لبحيرة توبا وجزيرة ساموسير.

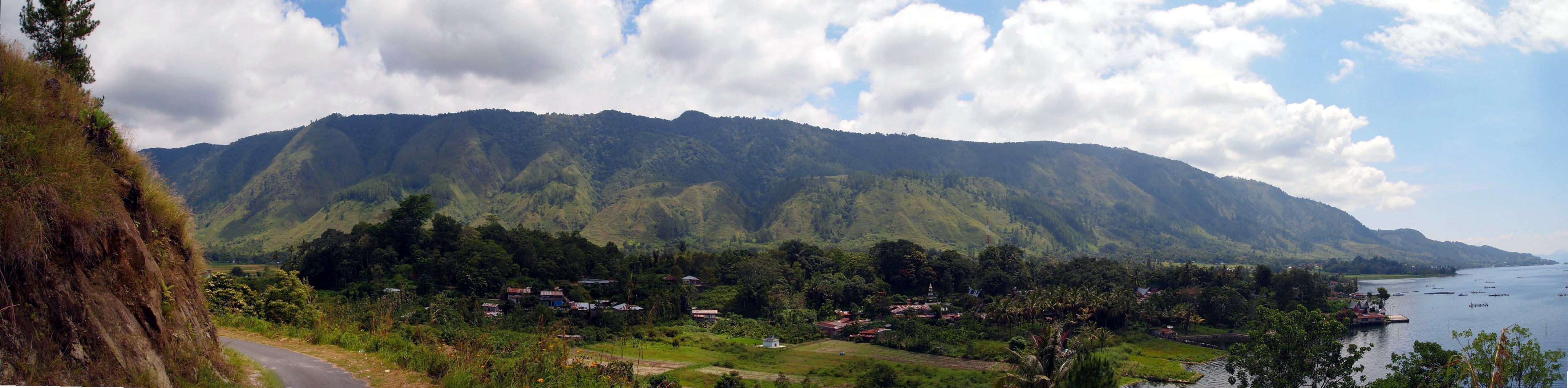
منظر بانورامي لقرية امباريتا في ساموسير ، بحيرة توبا

## السياحة
جزيرة ساموسير تعتبر مقصداً سياحياً شهيراً نظرًا لتاريخها والآفاق الغريبة التي تحتويها. تتركز المنتجعات السياحية في المنطقة توكتوك. الجزيرة هي مركز للثقافة الباتاكية والعديد من آثار هذا الشعب لا تزال في الجزيرة. وتتركز معظم أماكن سياحية في بلدة توكتوك الصغيرة، التي تبعد بواسطة العبارة مدة ساعة من بلدة بارابات.

## مجموعة صور

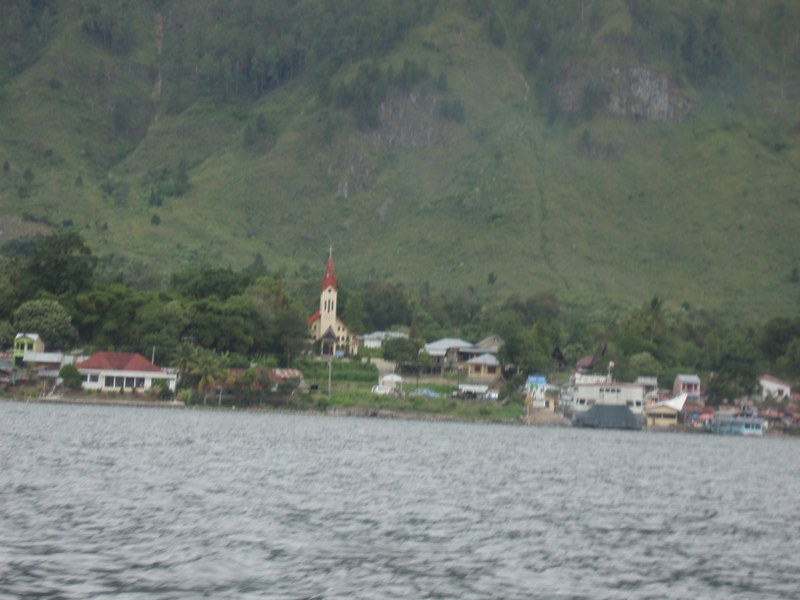
قرى بحيرة توبا في ساموسير
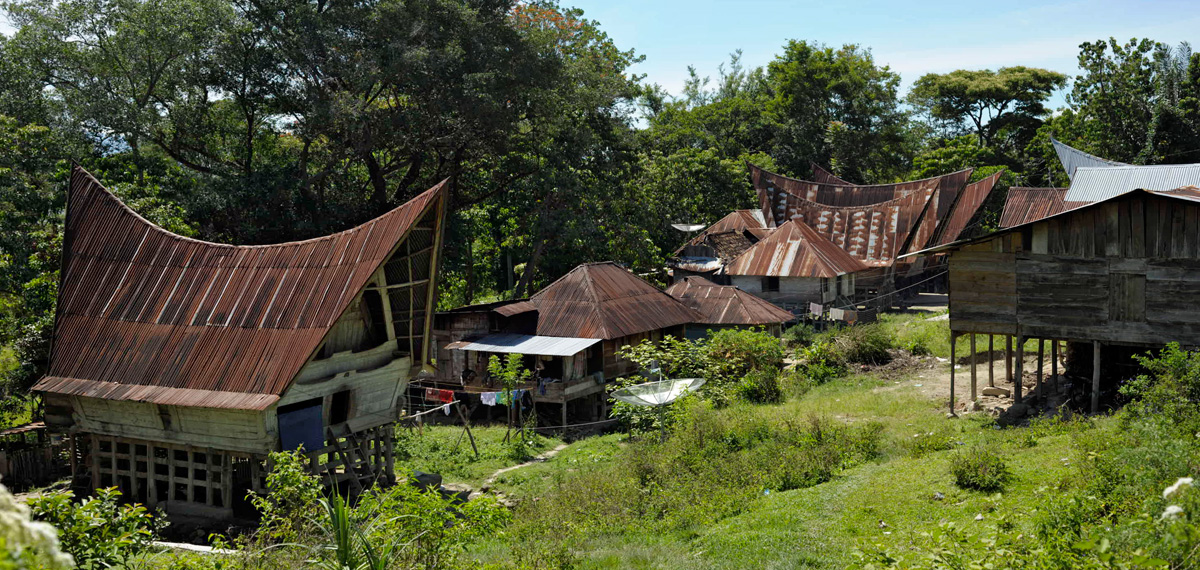
قرية باتاك
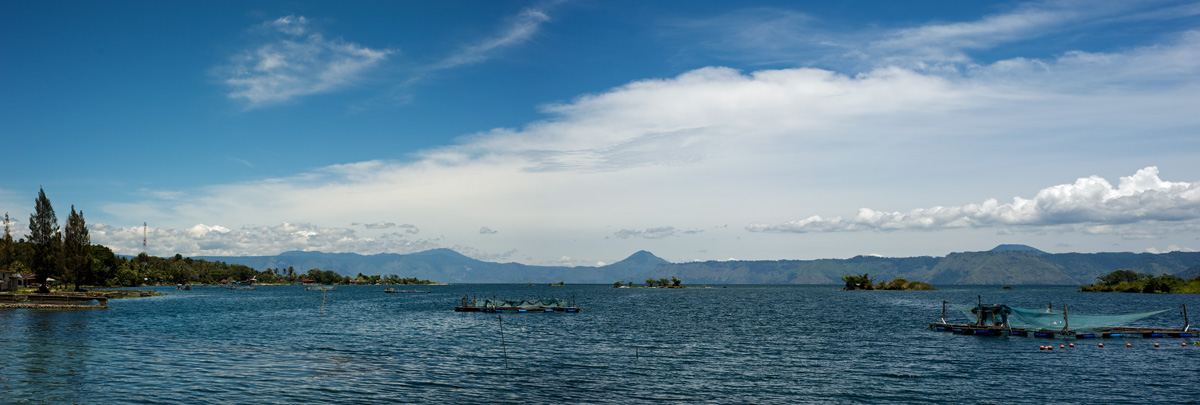
منظر لبحيرة سيمانندو